# Charles Dempsey
Charles Dempsey (ur. 4 marca 1921 w Glasgow, zm. 24 czerwca 2008 w Auckland) – nowozelandzki działacz sportowy pochodzenia szkockiego, prezydent Konfederacji Piłkarskiej Oceanii.
W czasie II wojny światowej służył w armii. W 1952 wyjechał na stałe do Nowej Zelandii, gdzie był przedsiębiorcą budowlanym. Jednocześnie zajmował się pracą trenera piłkarskiego i działał w organizacjach sportowych.
Pełnił m.in. funkcję prezydenta Federacji Piłkarskiej Nowej Zelandii. W tym czasie awans do finałów mistrzostw świata we Włoszech (1982) uzyskała reprezentacja Nowej Zelandii, która jednak w turnieju nie odegrała większej roli, odpadając po trzech porażkach (w tym ze Szkocją). Również w 1982 Dempsey został wybrany na prezydenta Konfederacji Oceanii. Za jego kadencji organizacja rozwinęła się do liczby 11 państw członkowskich, a Dempsey wielokrotnie występował przeciwko przeniesieniu się Australii do federacji azjatyckiej, co ostatecznie nastąpiło już po jego odejściu w 2005. Uzyskał m.in. dla Nowej Zelandii prawo organizacji mistrzostw świata do lat 17 w 1999.
Uważany za człowieka związanego z prezydentem FIFA João Havelangem, był regularnym uczestnikiem Kongresów FIFA, a od 1996 członkiem Komitetu Wykonawczego FIFA. Znalazł się także w składzie komitetu organizacyjnego Mistrzostw Świata w 2002. Szeroki rozgłos zyskał w lipcu 2000 w czasie wyborów gospodarza finałów Mistrzostw Świata 2006, kiedy wbrew decyzjom rodzimej konfederacji, która zobowiązała go do głosowania na kandydaturę RPA, nie wziął udziału w trzeciej rundzie głosowania, przesądzając o wyborze Niemiec. Argumentował swoją decyzję względami osobistymi, a kilka dni później zrezygnował ze stanowiska prezydenta Konfederacji.
Po odejściu ze stanowiska prezydenta OFC otrzymał tytuł prezydenta honorowego. Został również odznaczony Medalem Zasługi na 100-lecia FIFA, a już w 1982 uhonorowano go komadorią Orderu Imperium Brytyjskiego.